# Anna Hrebrinova
Anna Hřebřinová, född 11 november 1908 i Prag, region Čechy i dåvarande Österrike-Ungern; död 6 december 1993 i Prag, Tjeckien; var en tjeckoslovakisk gymnast och friidrottare med löpgrenar som huvudgren. Hřebřinová var en pionjär inom damidrott, hon var olympisk medaljör i artistisk gymnastik, tjeckoslovakisk mästare i friidrott och blev medaljör vid damolympiaden 1931.

## Biografi
Anna Hřebřinová föddes 1908 i Prag i nordvästra Tjeckien, under ungdomstiden var hon aktiv friidrottare och gick senare med i idrottsföreningen "Sportovní klub Slavia Praha", senare övergick hon till "Sokol Královské Vinohrady" också i Prag.
Hon tävlade främst i kortdistanslöpning och stafettlöpning men även i längdhopp. Senare tävlade hon även i artistisk gymnastik.
1927 deltog Hřebřinová vid sina första tjeckoslovakiska mästerskapen (Mistrovství ČSR) 9 oktober i Prag, hon tog silvermedalj i stafettlöpning 4 x 100 meter och bronsmedalj i löpning 200 meter och längdhopp.
1928 tog hon sin första tjeckoslovakiska mästartitel (Mistryně republiky) med guldmedalj i stafettlöpning 4 x 100 meter (lag SK Slavia Praha, med Marie Riedlová, Justýna Jabůrková, Marie Zahelová och Anna Hřebřinová) vid tävlingar 29 juni till 1 juli i Prag.
1929 tog Hřebřinová silvermedalj både i löpning 100 meter, 200 meter och stafettlöpning 4 x 200 meter vid tjeckoslovakiska mästerskapen 14 juli i Prag.
1930 blev hon tjeckoslovakisk mästare både i stafettlöpning 4 x 100 meter och 4 x 200 meter. Hon tog även silverplats i löpning 200 m och bronsplats i löpning 100 meter. Segertiden i stafett var också tjeckoslovakiskt nationsrekord i stafettlöpning 4 x 200 meter (klubblag "SK Slavia Praha", med Kuzníková, Hřebřinová, Dudová och Houdková) med tiden 1:55.3 minuter vid tävlingar 19 juni i Prag. Senare samma år satte hon även nationsrekord i stafettlöpning 4 x 100 meter (landslaget/státní družstvo, med Kuzníková, Hřebřinová, Smolová och Krausová) med tiden 51.7 sekunder vid tävlingar 31 augusti i Prag.
1931 deltog Hřebřinová vid den internationella tävlingen i friidrott för damer på Olimpiadi della Grazia 29–31 maj i Florens. Under tävlingen vann hon bronsmedalj i stafettlöpning 4 x 75 meter (med Anna Hrebrinova som förste löpare, Rudolfa Krausová, Zdena Smolová och Anna Kuzniková) samt bronsmedalj i stafett 4 x 175 meter (med samma besättning). Hon tävlade även i löpning 60 m men blev utslagen under kvaltävlingarna.
Senare samma år tog hon silvermedalj i stafettlöpning 4 x 100 meter och 4 x 200 meter vid tjeckoslovakiska mästerskapen 4–5 juli i Prag.
1936 deltog  Hřebřinová vid 11.e Sommar-OS i Berlin, hon ingick i Tjeckoslovakiens gymnastiklag som tog silvermedalj vid tävlingar 12 augusti på Waldbühne.
1939 tog hon bronsmedalj i löpning 100 meter vid sina sista mästerskap 8 oktober i Prag.
Senare drog hon sig tillbaka från tävlingslivet. Hřebřinová dog 1993 i Prag.